# Steigerina
Steigerina, en ocasiones erróneamente denominado Steigierina, es un género de foraminífero bentónico de la subfamilia Miliolinellinae, de la familia Hauerinidae, de la superfamilia Milioloidea, del suborden Miliolina y del orden Miliolida. Su especie tipo es Steigerina bubnanensis. Su rango cronoestratigráfico abarca el Holoceno.

## Clasificación
Steigerina incluye a la siguiente especie:
- Steigerina bubnanensis